# مرسدس-بنز ۱۹۰اس‌ال
مرسدس بنز ۱۹۰اس‌ال (Mercedes-Benz 190SL) خودرویی است که در سال‌های ۱۹۵۵ تا ۱۹۶۳ در اشتوتگارت و آلمان تولید شده‌است.
این خودرو در کلاس خودرو GT قرار گرفته و طراحی آن خودروهای موتور جلو-محور عقب بوده‌است.
موتور آن ۱,۸۹۷ سی‌سی ۴ سیلندر خطی از نوع میل سوپاپ بالا (sohc) و سیستم جعبه‌دندهٔ آن ۴ سرعته دستی است.